# Оноре дьо Балзак
Оноре дьо Балзак (на френски: Honoré de Balzac) е френски писател.
Той е сред създателите на класическата форма на романа. Автор е на дълга поредица романи и разкази („Човешка комедия“ – La Comédie humaine), описващи тогавашното френско общество.

## Биография
Оноре Балзак е най-голямото дете в семейството на Бернар Балзак, работил като секретар на министъра на флота, а по-късно и висш чиновник в правителството след Юлската революция, и Анн-Шарлот Саламбие – парижанка от буржоазно семейство. Първите години от живота си Балзак прекарва извън семейството, под грижите на дойка, което е било разпространена практика във Франция по онова време. Той е имал право да посещава родителите си само 2 – 3 пъти месечно; въпреки това майка му се е отнасяла към него с голяма студенина. На 8 години Балзак е изпратен във Вандомския интернат на ораторианците – тогава се ражда брат му Анри-Франсоа. За Оноре пребиваването в интерната е било трудно, тъй като не е бил ученолюбив, което му е докарвало големи наказания от страна на учителите. Случвало се е да го заключват в тъмни малки стаи за наказания, където той е прекарвал по цели дни. На 13 години не успява да премине в следващия клас на интерната, поради ниския си успех, и се премества в лицея „Шарлеман“ в Париж. Като цяло детството на Балзак е по-скоро нерадостно и той най-вероятно е развил чувство на ненавист към майка си.
След реставрацията на Бурбоните през 1814 г. цялото семейство на Балзак се премества в Париж. Майка му е твърдо решена детето ѝ да завърши образованието си и затова лично се заема с обучението му за кратко. През 1816 г. Оноре завършва училище и записва право в Сорбоната. Освен това посещава и лекциите на философско-психологическия факултет. След като завършва образованието си, започва да работи в кантората на нотариус Виктор Пасе – не толкова заради уменията си на юрист, колкото заради близкото приятелство на Пасе със семейството на Балзак.
През 1819 г., когато семейството му поради финансови причини се премества в малкия град Вилпаризис, Балзак обявява, че иска да стане писател и наема една мансарда, където да осъществи намерението си.
Първото му произведение, трагедията „Кромуел“, отчайва цялото му семейство. До 1822 г. Балзак публикува няколко романа под различни псевдоними, но не е оценен като писател. Въпреки тези неуспехи той продължава да се занимава с литература, като пробва уменията си и в бизнеса. Балзак основава издателска компания, която няма успех. Тези дейности му донасят големи дългове, като до края на живота си Балзак остава длъжник на майка си, която финансира начинанието.

## Творчество
След период на провали, на 29 години усилията на Балзак се увенчават с успех. През 1829 г. той публикува историческия роман „Шуани“, повлиян от стила на Уолтър Скот Постепенно Балзак започва да си създава репутация на значим писател.
Друго важно произведение от този период е романът „Шагренова кожа“ (1831 г.), повлиян от идеите на Якоб Бьоме. В „Шагренова кожа“ главният герой си служи с магия, за да постигне успех. Този „философски“ роман донася на Балзак 5000 франка.
През 1833 г. у Балзак се заражда идеята да обедини по-старите си романи, така че те да представят облика на френското общество от Великата френска революция до края на Юлската монархия в поредица от книги. Този план довежда до създаването на незавършения цикъл „Човешка комедия“, като това заглавие е съотнесено към „Божествена комедия“ на Данте.
През 1835 г., пишейки един от най-добрите си романи – „Дядо Горио“, Балзак решава да включи в нови произведения, част от „Човешката комедия“, герои, участвали преди това в други романи. Така с течение на времето създава свят от около 2000 герои, които представят френската действителност след Революцията. Сред най-значимите му романи са „Сезар Бирото“, „Възход и падение на куртизанките“, „Йожени Гранде“, „Братовчедката Бет“.
За да осъществи проекта си, Балзак създава книга след книга. Работохолизмът му (често от 15 до 17 часа на ден) и безконтролната консумация на кафе стават легендарни.
Докато изпълнява творческите си планове, Балзак натрупва още дългове, извършвайки безнадеждни финансови операции. Веднъж той разработва план за отглеждане на ананаси в дома си, но след две години на неуспех е принуден да бяга от кредиторите си, скривайки самоличността си под името на икономката си.
Извънредната му жизненост и творческа сила не се ограничават с литературните му дейности. Балзак обича живота и удоволствията и въпреки големите дългове, поддържа луксозен начин на съществуване. До 1843 г. има постоянно различни любовници, като в повечето случаи успява да привлече в своя кръг жертвоготовни и щедри дами.
През 1832 година Балзак започва кореспонденция с украинската графиня Евелина Ханска, с която има дълга връзка, помрачавана от пречките, които Руската империя поставя пред брака им. Едва на 14 март 1850 г. те успяват да се оженят.
Към 1844 г. постоянното напрежение и огромните количества кафе си казват думата и Балзак започва да страда от сериозни здравословни проблеми. Малко след сватбата си той умира. Погребан е в гробището Пер Лашез, като надгробното слово държи Виктор Юго.
Балзак не е приет във Френската академия. Стилът му, в който лесно се долавя бързината, с която е писал, е считан по негово време за несериозен и лишен от форма. Въпреки това през 1845 г. е награден с ордена на Почетния легион.

## Произведения
Сред най-известните романи на Балзак са:
- La peau de chagrin („Шагренова кожа“, 1831)
- Eugènie Grandet („Йожени Гранде“, 1833)
- Le père Goriot („Дядо Горио“, 1835)
- Les illusions perdues („Изгубени илюзии“ 1837 – 1843; в три тома)
- La Cousine Bette („Братовчедката Бет“, 1846)
- Splendeurs et misères des courtisanes („Величие и падение на куртизанките“, 1847)

## Мисли
- „Зад всяко голямо богатство има голямо престъпление.“
- „Наглото лицемерие внушава уважение на хората, привикнали да угодничат.“